# Bergwoelrat
De bergwoelrat of molmuis (Arvicola scherman) is een knaagdier uit het geslacht Arvicola.

## Leefwijze
De bergwoelrat leeft in graslanden, waar hij net als de mol in onderaardse gangenstelsels leeft. Aan de ingangen van het gangenstelsel liggen "mols"hopen. Hij eet voornamelijk planten. Er bestaan populatiecycli van vijf tot acht jaar.

## Verspreiding
Deze soort komt voor in de bergen van Europa, van Noord-Spanje tot Zuid-Nederland en Midden-Roemenië.

## Kenmerken
Deze soort werd lange tijd als een vorm van de woelrat (Arvicola amphibius) opgevat, maar wordt nu als aparte soort beschouwd. Er was al lang bekend dat er twee "ecologische vormen" binnen de woelrat bestonden, maar pas later werd hun onafhankelijke status onderkend. De twee soorten verschillen in een aantal kenmerken. Ten eerste leeft de woelrat meer in of bij het water, terwijl de bergwoelrat een gravende soort is. Verder is de bergwoelrat kleiner (hij weegt 60 tot 150 gram, terwijl de woelrat 150 tot 300 gram weegt) en is zijn vacht lichter. Ook bestaan er verschillen in gedrag.
Bergwoelrat (A. scherman) · West-Europese woelrat (A. sapidus) · Woelrat (A amphibius)